# HD215875
HD215875 — хімічно пекулярна зоря спектрального класу A1, що має видиму зоряну величину в смузі V приблизно  8,2.
Вона  розташована на відстані близько 532,9 світлових років від Сонця.